# زواج المثليين في النرويج
أصبح زواج المثليين قانونيًا في النرويج في 1 يناير 2009، عندما تم سن مشروع قانون زواج محايد جنسياً بعد أن تم التصويت عليه من قبل البرلمان النرويجي في يونيو 2008. أصبحت النرويج بذلك أول دولة إسكندنافية ورابع دولة في أوروبا وسادس دولة في العالم تقنن زواج المثليين.
في الماضي، في الفترة مابين عامي 1993 و2008، سمحت النرويج للشركاء المثليين بالدخول في شراكات مسجلة. كانت النرويج ثاني دولة في العالم تقدم شكلاً من أشكال الاعتراف بالأزواج من نفس الجنس، بعد الدنمارك.

## التاريخ

### الشراكة المسجلة
في السابق، سمحت النرويج بالشراكات المسجلة (بالنرويجية: registrert partnerskap)، (بالسامي: registrerejuvvon párragaskavuohta) للشركاء المثليين منذ 1 آب/أغسطس 1993، عندما دخل قانون حيز التنفيذ ينظم هذه الشراكات. أصبحت النرويج الدولة الثانية التي قامت بذلك، بعد الدنمارك، التي طبقت أول قانون شراكة مسجلة في العالم في عام 1989.
وقد منحت الشراكات المسجلة تقريباً جميع أشكال الحماية والمسؤوليات والمزايا المتعلقة بالزواج، بما في ذلك الترتيبات الخاصة بإلغاء الشراكة والعلاقة.
ينص القانون على أن المواد الواردة في قانون التبني المتعلقة بالازواج المغايرين جنسيا لا تنطبق على الشركاء المسجلين المثليين. وذكرت أيضا أن التلقيح الاصطناعي لا يمكن إعطاؤه إلا للأزواج أو الشركاء الملتزمين الذين يعيشون معا من المغايرين. ولكن في يونيو 2001 وافق البرلمان النرويجي على مشروع قانون يسمح للشركاء المسجلين بتبني أطفال شريكهم. ودخل هذا القانون حيز التنفيذ في 1 يناير 2002.
كان أحد أبرز الأشخاص الذين قاموا بتسجيل العلاقات كان وزير المالية السابق بير-كريستيان فوس وشريكه الصحفي يان إريك كنارباك.
منذ عام 2009، أصبح إنشاء شراكات مسجلة جديدة غير ممكن، ولكن بإمكان الشركاء الذين سجلوا علاقاتهم بالاحتفاظ بوضعهم كشركاء مسجلين أو «الترقية» إلى الزواج منذ أن دخل قانون الزواج الجديد حيز التنفيذ.

### زواج المثليين
قدمَ عضوان برلمانيان عن الحزب الاشتراكي اليساري مشروع قانون بتاريخ 18 نوفمبر عام 2004 هدفَ لإلغاءِ قوانين الشراكات المسجلة الحالية وجعل قوانين الزواج بين الأفراد محايدة جنسياً. سُحِبت المبادرة واُستعيض عنها بطلب يلتمس من مجلس الوزراء إجراء تحقيق إضافي بخصوص هذا الشأن. لم يقم مجلس الوزراء الذي كان مُحافظاً آنذاك بالنظر في الأمر. ولكن أعلن رئيس الوزراء ينس ستولتنبرغ خلال ثاني مجلس وزراء شكله في التحالف الحاكم عن قانون زواج موحد وشائع ممثلاً بذلك جزءاً من وثيقته التأسيسية والمعروفة باسم «تصريح سوريا موريا». وأُفتتحت جلسة استماع عمومية بخصوص القانون المقترح يوم 16 مايو عام 2007.
نقلت الأسوشيتد برس بتاريخ 29 مايو عام 2008 عن إعلان حزبين من أحزاب المعارضة النرويجية عن تأيدهما لمشروع القرار الجديد(وهما الحزب الليبرالي، وحزب المحافظين وهو ما ضمِن إقرار البرلمان لمشروع القانون يوم التصويت في 11 يونيو. قبل ذلك، كان هناك بعض الخلافات مع أعضاء الائتلاف الثلاثي الحزبي الحاكم قبل هذا الإعلان حيال وجود العدد الكافي من الأصوات كي يتم اعتماد القانون.
تم عقد جلسة الاستماع البرلمانية الأولى والتي اشتملت على عملية التصويت يوم 11 يونيو عام 2008، ووافق على مشروع القانون الذي من شأنه جعل الزواج محايداً في تصويت 84 صوتاً لصالحه مقابل تصويت 41 صوتاً ضده (84-41). وجاء هذا بعدما أقترحت الحكومة النرويجية يوم 14 مارس عام 2008 قانوناً جديداً للزواج يكفل للأزواج من المثليين والمثليات نفس الحقوق التي يضمنها القانون النرويجي للأزواج المغايرين، واشتملت هذه الحقوق على حفلات الزفاف الدينية (بموافقة وإرادة الكنيسة، ودون إجبار أي مجتمع ديني على عقد زواج المثليين) وحقوق التبني وعمليات الحمل بمساعدة طبية. عدَّل التشريع الجديد التعريف القانوني للزواج المدني ليجعله محايداً للجنس دون تمييز القانون بين الأفراد المتزوجين على أساس جنسهم. صوت غالبية أعضاء المجلس التشريعي الأعلى للبرلمان أو اللوغتينغت (بالنرويجية: Lagtinget) لصالح إقرار مشروع القانون بـ تصويت 23 صوتاً مؤيداً مقابل تصويت 17 صوتاً معارضاً (23-17)، ومن ثم منح ملك النرويج الموافقة الملكية للقانون وفقاً للقواعد والأعراف المتبعة في إقرار القوانين بالبلاد. ودخل القانون حيز التنفيذ في اليوم الأول من يناير عام 2009.
وعملاً بقانون الزواج المحايد جنسياً والذي مكَّن المثليين من الزواج في البلاد، فإنه عندما تتزوج امرأة من امرأة أخرى أو تكون مرتبطة مع شريكتها بعلاقة مثلية مستقرة تشاركية السكن قانونياً وتصبح إحداهما حاملا عبر التلقيح الاصطناعي فحينها تحصل المرأة الأخرى على جميع الحقوق والواجبات المترتبة على الامومة اعتباراً من لحظة الحمل.

#### إحصائيات
في الفترة من عام 2009 إلى عام 2017، كان هناك في المتوسط 270 حالة زواج منثلي في المتوسط سنويا، مقارنة بمتوسط 127 حالة شراكة مسجلة سنويا في الفترة من 1993 إلى 2008. وتم تحويل 754 شراكة إلى حالات زواج في السنوات الثلاث الأولى من تقنين زواج المثليين. كانت الأزواج الإناث أكثر نسبة تتبنى الأطفال من الأزواج من الذكور، إذ أن حوالي 30% من جميع الأزواج المتزوجات المثليات من الإناث لديها أطفال، مقارنة مع 72% من الأزواج المغايرين و 3% من الأزواج المثليين من الذكور.
تم عقد 300 حالة زواج مثلي في عام 2015، وهو ما يمثل حوالي 1.3% من جميع الزيجات التي تم الاحتفال بها في ذلك العام. في عام 2016، مثل زواج المثليين ما نسبته 1.2% من جميع حالات الزواج. فقط نسب 0.7% و 0.8% من جميع حالات الطلاق كانت بين الأزواج المثلية.
| السنة | عدد الزيجات |
| ----- | ----------- |
| 2009  | 283         |
| 2010  | 264         |
| 2011  | 259         |
| 2012  | 269         |
| 2013  | 252         |
| 2014  | 269         |
| 2015  | 300         |
| 2016  | 278         |
| 2017  | 333         |

#### الزواج في كنيسة النرويج
صوَّت المجلس الوطني التابع لكنيسة النرويج عام 2014 ضد مقترح كان من شأنه أن يسمحَ بعقدِ الزيجات المثلية في كنائسها.
ولكن، صوَّتت كنيسة النرويج عام 2015 لصالح سماح عقد الزيجات المثلية في كنائسها. وتم التصديق على القرار في المؤتمر السنوي للكنيسة يوم 11 أبريل عام 2016. عدلت الكنيسة رسميًا الطقوس الدينية الخاصة بالزواج في 30 يناير 2017، لتحل نص محايد جنسيا محل الإشارة إلى «العروس والعريس». تزوج أول زوجين مثليين من الذكور في الكنيسة على الفور لحظة دخول التغييرات حيز التنفيذ، في 1 فبراير 2017.

## الرأي العام
خلُصت خمسة استطلاعات رأي مختلفة أجرتها عدة وكالات إحصائية من أبرزها غالوب ويوجوف إلى دعم غالبية الشعب النرويجي لإقرار قوانين زواج محايدة جنسياً من أجل تقنين زواج المثليين حيث ازدادت نسب الدعم على النحو الآتي: 2003 (نسبة 61%)، 2005 (نسبة 63%)، 2007 (نسبة 66%)، 2008 (نسبة 58%)، 2012 (نسبة 70%)، 2013 نسبة (78%).
أظهر استطلاع أجراه مركز بيو للأبحاث خلال الفترة الممتدة ما بين أبريل وأغسطس من عام 2017 ونُشِرَ في مايو 2018، أن 72% من السويديين يؤيدون زواج المثليين، ونسبة 19% يعارضونه و 9% لا يعرفون أو يرفضون الإجابة. وعند تقسيم ممن شملهم الاستطلاع تبعاً للدين؛ فإن نسب تأييد حق زواج المثليين توزعت بنسبة 83% من الأشخاص غير المرتبطين بأي دين، و72% من المسيحيين غير الممارسين للشعائر الدينية و42% من المسيحيين المرتادين للكنائس. كانت نسبة رفض زواج المثليين تقدر ب14% فقط بين من هم ضمن الفئة العمرية 18-34.